# Ponometia meskei
Ponometia meskei là một loài bướm đêm trong họ Noctuidae.